# Kystpartiet

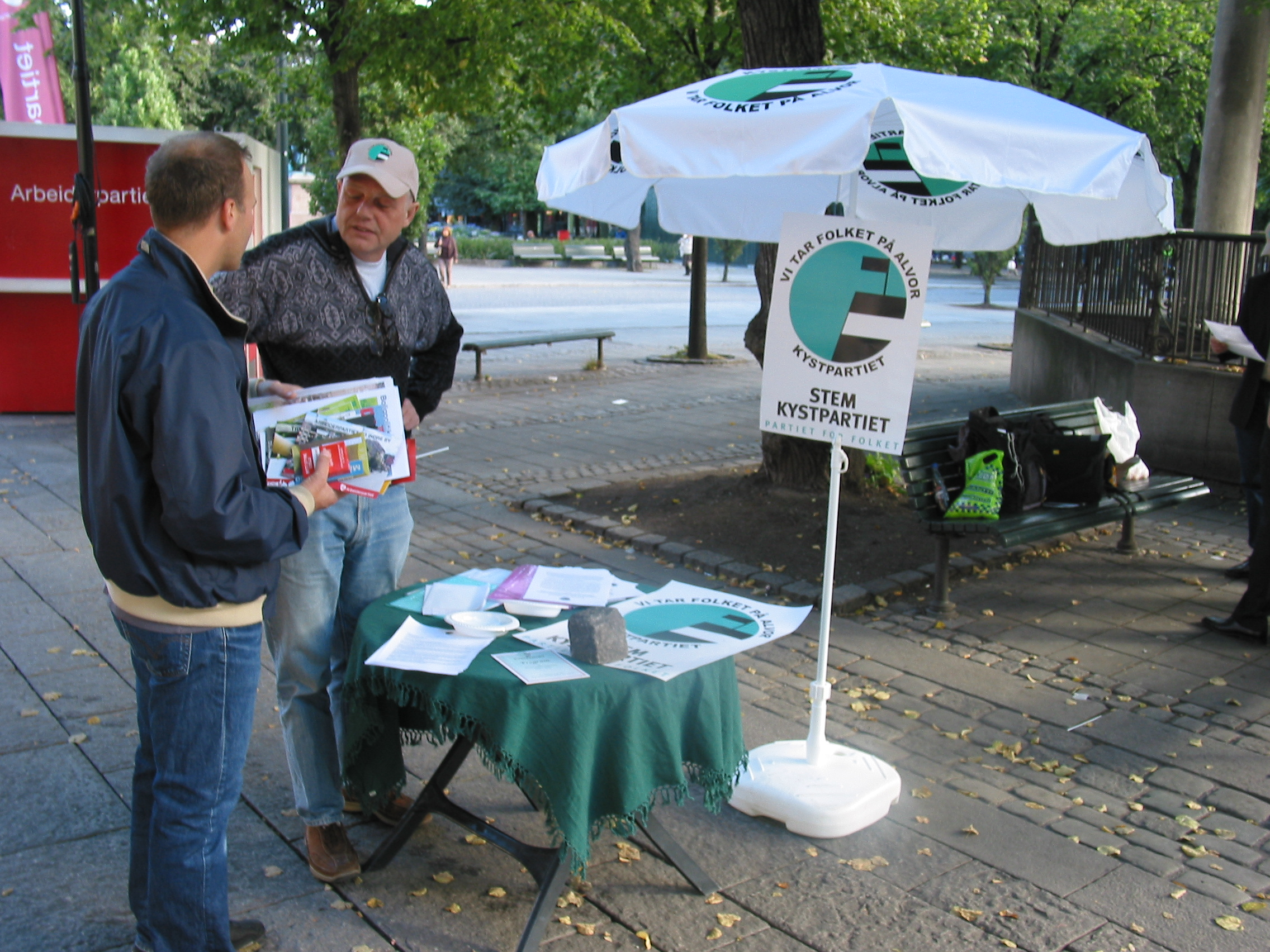
De Kustpartij voert campagne op de straat Karl Johans Gate in Oslo voor de gemeenteverkiezingen van 2007

De Kystpartiet (Nederlands: Kustpartij) is een politieke partij in Noorwegen. Het is een centrum-conservatieve partij die - zoals de naam al aangeeft - zich vooral concentreert op zaken die spelen rond de Noorse kust, zoals de visserij. De partij is fel gekant tegen deelname van Noorwegen aan de Europese Unie. De partij was tussen 2001 en 2005 vertegenwoordigd in het Noorse parlement, maar haalde bij de verkiezingen van 2005 niet genoeg stemmen. Bengt Stabrun Johansen is de politiek leider van de Kustpartij.